# Bérenger Saunière
François Bérenger Saunière (Montazels, 11 april 1852 - Rennes-le-Château, 22 januari 1917) was een priester in het Franse dorpje Rennes-le-Château, in het departement Aude.
Hij werd priester gewijd in 1879 en in 1885 werd hij aangesteld als pastoor in het dorp Rennes-le-Château. In 1909 werd hij door de bisschop overgeplaatst naar een ander dorp. Hij weigerde dit en nam ontslag. Vanaf dat moment in 1909 tot aan zijn dood, in 1917, werkte hij als 'vrije priester' (een priester zonder parochie) in Rennes-le-Château. Op zijn grafschrift stond dat hij een "Priester van Rennes-le-Château 1885-1917" was. Vanaf 1909 hield hij missen aan een altaar vanuit zijn huis "Villa Bethanie".

## Heilige Graal
Tijdens zijn leven was Saunière een onbekend man. Hij speelt thans een centrale rol in wilde theorieën omtrent Rennes-le-Château en de Heilige Graal. Deze speculaties vormen onder andere de basis voor pseudohistorische documentaires en boeken, zoals de boeken Het heilige bloed en de heilige graal van de auteurs Michael Baigent, Richard Leigh en Henry Lincoln uit 1982 en De Tombe van God van de auteurs Richard Andrews en Paul Schellenberger uit 1996. Weinig historici refereren aan deze documentaires en boeken. Veel van deze elementen werden later gebruikt door de Amerikaanse romancier Dan Brown in zijn succesboek de Da Vinci Code uit 2003.

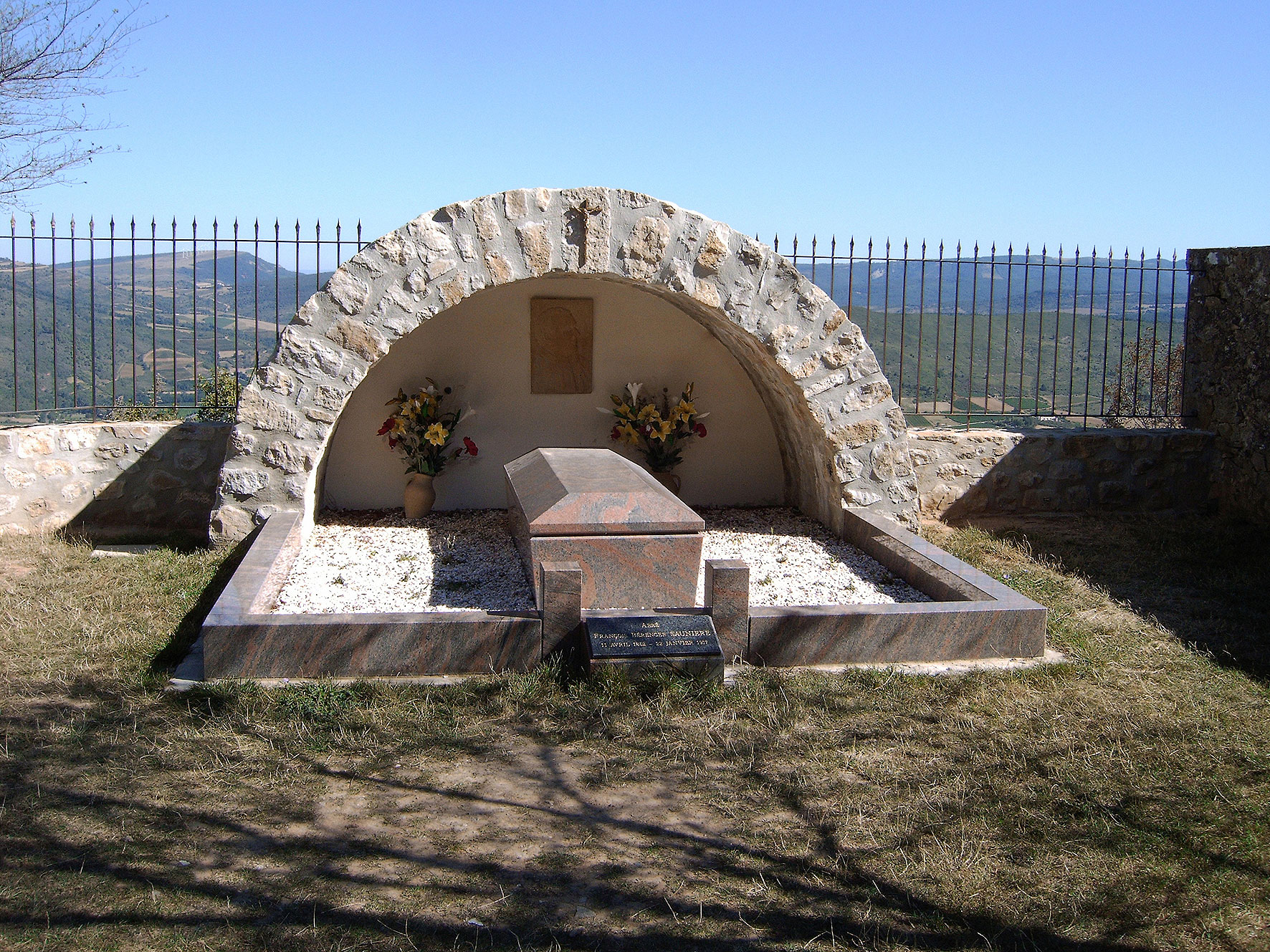
Graf van François Bérenger Saunière in in Rennes-le-Château

- Biblioteca Nacional de España: XX1113665
- Bibliothèque nationale de France: cb12017382b (data)
- Gemeinsame Normdatei: 118942530
- International Standard Name Identifier: 0000 0000 2595 7993
- Library of Congress Control Number: n82039106
- Nationale Bibliotheek van Tsjechië: jx20090309008
- Nationale Bibliotheek van Israël: 987007411837805171
- Nederlandse Thesaurus van Auteursnamen: 074570641
- Système universitaire de documentation: 028311922
- Virtual International Authority File: 4942248
- WorldCat: E39PBJqfCQKbQvfWGy9pjYJYyd